# این چند نفر
این چند نفر نام سریال تلویزیونی به کارگردانی مهران غفوریان و تولید سال ۱۳۷۸ در شبکه ۳ سیما است.

## داستان
این مجموعه شامل کاراکترهای هژیر، عمو خسرو، شیرین، فرشته خانم (زن هژیر)، سهراب محمودی و … است.
هژیر (بیژن بنفشه‌خواه) که نسبتاً عاقل تر است و کمتر از جنون رنج می‌برد پس از مدتی بیکاری که منجر شد فرشته خانم (زن او) به خانه پدرش فرار کند به شغل مسافر کشی روی آورد.
هژیر (رضا شفیعی‌جم) کاراکتری است مجنون که بیشتر وقت خود را در یک کلوب ویدئویی می‌گذراند و به کمک رئیس خود می‌پردازد.
هژیر (مهران غفوریان) به توزیع کش لقمه (پیتزا) اشتغال دارد.
و هژیر (ارژنگ امیرفضلی) به قدری دچار جنون بود که ظاهراً در همان اوایل فیلم به تیمارستان منتقل شد.
عمو خسرو (که بازیگر آن همان مهران غفوریان است) پیرمردی است که با وجود زرنگی ظاهری، شخصی ساده دل بوده و علاقه زیادی به هژیرها دارد. وی که به دلیل کهولت سن از بیان بعضی واژه‌ها ناتوان است در جملات خود از کلمات نا مفهوم که اکثریت قریب به اتفاق آن‌ها با "پ" همراه است (مانند "نَپَر" یا "تیر تَپَر") استفاده می‌کند. وی به همراه دوست خود سهراب محمودی (یا به قول خودش، «سهراپ محموتی»)، به تهیه و تراش سنگ مقبره اشتغال داشته و مایحتاج زندگی خود را از این راه تأمین می‌کند.

## بازیگران
- مهران غفوریان در نقش هژیر و عمو خسرو
- بیژن بنفشه‌خواه در نقش هژیر
- رضا شفیعی‌جم در نقش هژیر
- ارژنگ امیرفضلی در نقش هژیر (تنها در چند قسمت نخست)
- فلامک جنیدی در نقش شیرین (خواهر هژیرها)